# Scey-sur-Saône-et-Saint-Albin
Scey-sur-Saône-et-Saint-Albin település Franciaországban, Haute-Saône megyében. Lakosainak száma 1528 fő (2022. január 1.). Scey-sur-Saône-et-Saint-Albin Arbecey, Chargey-lès-Port, Chassey-lès-Scey, Confracourt, Ferrières-lès-Scey, La Neuvelle-lès-Scey, Ovanches, Port-sur-Saône és Rupt-sur-Saône községekkel határos.

## Népesség
A település népessége az elmúlt években az alábbi módon változott:
| Lakosok száma | 1569 | 1550 | 1577 | 1545 | 1539 | 1543 | 1533 | 1530 | 1528 |
|               | 2013 | 2015 | 2016 | 2017 | 2018 | 2019 | 2020 | 2021 | 2022 |